# 臺灣姬鱸
臺灣姬鱸（学名：Osopsaron formosensis），又名臺灣棘鱸鰧、鴨嘴鱚，为鱸鰧科小骨鰧屬下的一个种。